# Кубок африканских наций по пляжному футболу 2015
Квалификация на чемпионат мира по пляжному футболу 2015 для зоны КАФ — континентальный турнир по пляжному футболу, который был проведен с 14 по 19 апреля 2015 года в Роше Кайман, Сейшельские Острова. В турнире примут участие восемь команд, семи из которых придётся принять участие в отборочных кругах, которые будут проведены в феврале и марте 2015 года. Два финалиста турнира получат право представлять конфедерацию на чемпионате мира 2015.

## Квалификация

### Команды
Всего 19 команд решили принять участие в квалификации.
| - Камерун - Джибути - Кения - Мали | - Маврикий - Мозамбик - Судан - Танзания | - Тунис - Уганда |

| - Египет - Гана - Кот-д’Ивуар | - Ливия - Мадагаскар - Марокко | - Нигерия - Сенегал - ЮАР |

### Первый круг
Первые матчи были проведены 13–15 февраля 2015 года, и вторые 20–22 февраля 2015.
| Команда 1 | Итог | Команда 2 | 1-й матч | 2-й матч |
| --------- | ---- | --------- | -------- | -------- |
| Тунис     | нет  | Мали      | –        | –        |
| Судан     | нет  | Джибути   | –        | –        |
| Камерун   | нет  | Уганда    | –        | –        |
| Кения     | 9:12 | Танзания  | 3:5      | 6:7      |
| Маврикий  | 7:6  | Мозамбик  | 2:4      | 5:2      |

Примечание: Тунис и Камерун снялись с турнира. Судан и Джибути сыграли один матч в Каире (Египет), но затем Судан снялся с турнира.

### Второй круг
Первые матчи будут проведены 13–15 марта 2015 и вторые  20–22 марта 2015.
| Команда 1  | Итог | Команда 2   | 1-й матч | 2-й матч |
| ---------- | ---- | ----------- | -------- | -------- |
| Мали       | нет  | Сенегал     | –        | –        |
| Джибути    | 1:16 | Марокко     | –        | 1:16     |
| Уганда     | 8:21 | Гана        | 6:9      | 2:12     |
| Танзания   | 6:15 | Египет      | 2:6      | 4:9      |
| Маврикий   | 6:18 | Кот-д’Ивуар | 4:6      | 2:12     |
| Мадагаскар | 9:3  | ЮАР         | 5:1      | 4:2      |
| Нигерия    | нет  | Ливия       | –        | –        |

Примечание: Ливия снялась с турнира. Джибути и Марокко проведут один матч в Касабланке (Марокко). Мадагаскар и Южная Африка сыграли оба матча в Дурбане (Южная Африка), так как на пляже в Махадзанга в течение нескольких дней шёл дождь. Мали и Сенегал проведут оба матча в Дакаре (Сенегал).

### Квалифицировавшиеся команды
Следующие восемь команд квалифицировались для участия в турнире:
- Гана
- Египет
- Кот-д’Ивуар
- Мадагаскар
- Нигерия
- Сейшельские Острова (Хозяева)
- Сенегал
- Марокко

Жеребьевка турнира состоялась 4 апреля 2015 года 16:00 по местному времени, в Каире.

## Итоговое положение команд
| Квалифицировались на чемпионат мира по пляжному футболу 2015 |

| Место | Команда             |
| ----- | ------------------- |
| 1     | Мадагаскар          |
| 2     | Сенегал             |
| 3     | Нигерия             |
| 4     | Кот-д’Ивуар         |
| 5     | Марокко             |
| 6     | Египет              |
| 7     | Гана                |
| 8     | Сейшельские Острова |